# Jiaozi (moneda)

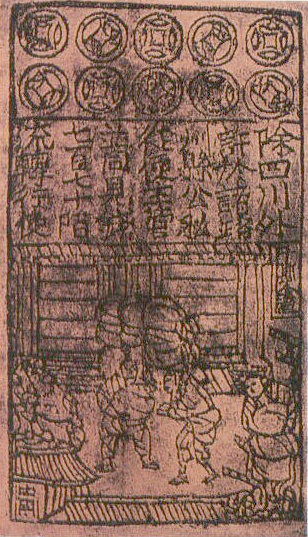
Jiaozi

Jiaozi (Chino:交子) fue un billete que apareció alrededor del siglo X en Chengdu, la capital de Sichuan, en China. Muchos numismáticos afirman que fue la primera muestra de papel moneda en la historia, que se concibió en la dinastía Song (960 - 1279 AD).
Los primeros billetes Jiaozi no tenían denominaciones estándar, sino que se denominaban según las necesidades del comprador y variaban de 500 wén a 5 guàn. La oficina gubernamental que emitía estos billetes o Jiaozi Wu (en chino: 交子務) exigía un pago o tarifa de cambio (en chino: 紙墨費) de 30 wén por guàn cambiado de monedas a billetes. Los Jiaozi se emitían normalmente cada dos años. En la región de Liang-Huai (en chino: 兩淮) estos billetes se denominaban Huaijiao (淮交) y se introdujeron en 1136. Aun así, su circulación se detuvo rápidamente después de su introducción. En general, cuanto más bajas eran las denominaciones de los Jiaozi, más populares se volvían, y como el gobierno inicialmente no pudo regular su producción adecuadamente, su existencia eventualmente llevó a una tasa de inflación indeseablemente alta.
Para evitar la falsificación, el jiaozi tenía múltiples sellos bancarios.